# Lozoyuela (municipio)
Lozoyuela fue un antiguo municipio de la provincia de Madrid (España) que desapareció en 1975 para formar parte del nuevo municipio de Lozoyuela-Navas-Sieteiglesias, con sede municipal en la localidad de Lozoyuela.

## Demografía
| Gráfica de evolución demográfica de Lozoyuela entre 1842 y 1970 |
| |
| Población de derecho según los censos de población del INE Población de hecho según los censos de población del INEEn este censo se denominaba Lozoyuela y Relaños: 1842 Entre el censo de 1981 y el anterior, este municipio desaparece porque se agrupa en el municipio 28901 (Lozoyuela Navas Sieteiglesias) |

Lozoyuela cuenta con 1266 habitantes según el Instituto Nacional de Estadística en el año 2018.